# تمار زاندبرغ
تمار زاندبرغ (بالعبرية: תמר זנדברג، من مواليد 29 أبريل 1976) سياسية إسرائيلية تشغل حاليا منصب عضو في الكنيست عن حزب ميرتس وكانت في السابق عضوا في مجلس مدينة تل أبيب-يافا.

## روابط خارجية
- تمار زاندبرغ على موقع IMDb (الإنجليزية)
- تمار زاندبرغ على موقع قاعدة بيانات الفيلم (الإنجليزية)